# Michael Knight (K 2000)
 (avril 2020).
Si vous disposez d'ouvrages ou d'articles de référence ou si vous connaissez des sites web de qualité traitant du thème abordé ici, merci de compléter l'article en donnant les références utiles à sa vérifiabilité et en les liant à la section « Notes et références ».
Pour les articles homonymes, voir Michael Knight.
Michael Knight est un personnage de la série télévisée américaine K 2000, dont il est le protagoniste principal avec son véhicule K.I.T.T. Son rôle est interprété par l'acteur américain David Hasselhoff, sauf pour l'épisode pilote où Larry Anderson incarne le personnage.

## Biographie

### Michael Long
Né Michael Arthur Long le 9 janvier 1949 dans la banlieue de Los Angeles, en Californie, élevé par une famille de cols bleus.
À la fin des années 1960, alors qu'il était dans la vingtaine, Long a rejoint l'armée, faisant partie des Bérets verts. Il a participé pendant trois ans au travail de contre-espionnage au Vietnam. Il a été capturé à un moment donné lors d'une mission au Vietnam, au cours de laquelle il a pu s'échapper et se frayer un chemin. Bien qu'il se soit échappé, il a fini par subir une blessure grave qui a nécessité une intervention chirurgicale au cerveau et une plaque métallique a été insérée dans son crâne.
Après ces années au Vietnam en tant qu'officier du renseignement, Michael a été démis de ses fonctions et est revenu à Los Angeles dans les années 1970, probablement en 1972. Plus tard, il a rejoint le service de police de Los Angeles, en commençant comme patrouilleur, où il a rencontré son partenaire Muntzy.
De plus, une fois que le partenaire de Michael était le sergent (plus tard lieutenant) Jim Courtney, que Michael a appelé son "deuxième père pendant ses jours de recrue LAPD", dont la fille Stacy s'est blessée lors d'une course de rue illégale lors de l'épisode 4 de la saison 3 Toujours plus vite.
Michael a ensuite été promu sergent-détective, et enfin lieutenant-détective avec le 11e quartier du LAPD, dans lequel son numéro d'insigne était 4262. Il résidait au 1834 Shoreborne Avenue, Wilmington, Californie, dans le code postal 90744. C'était probablement en 1982.

### Michael Knight
Après 10 ans dans la force, dans la nuit du 8 août 1982 - alors qu'il était en mission spéciale du LAPD en tant que gardien de sécurité infiltré pour Consolidated Chemical Corporation à Las Vegas, Nevada pendant six mois - son partenaire de longue date, Muntzy (Herbert Jefferson, Jr.), travaillant sous couverture en tant qu'homme de maintenance, a été tué par le gardien de sécurité Gray (Lance LeGault).
Dans l'épisode pilote, le policier Michael Long (joué par Larry Anderson) a été trahi par une informatrice et a failli être tué par une balle dans la tête par un expert en espionnage industriel du nom de Tanya Walker (Phyllis Davis). Une plaque métallique dans le crâne de Long - le résultat de la blessure à la tête, mentionnée ci-dessus, subie pendant la guerre du Vietnam dix ans plus tôt - a dévié la balle, qui a néanmoins infligé de graves dommages au visage.
Cette même nuit, Long a été déclaré mort officiellement et ses soins médicaux ont été pris en charge par la Fondation pour la loi et le gouvernement (FLAG). Cette partie de l'histoire est montrée dans le pilote, intitulé Knight of the Phoenix en syndication. Le symbolisme de ce titre est lié à la voiture de Michael, une Pontiac Firebird Trans Am, qui, en général, comportait un décalque géant sur le capot représentant l'oiseau de feu (le Phénix). Le phénix est traditionnellement symbolique de la renaissance, et la scène de Long s'effondrant sur le capot préfigure les événements ultérieurs.
FLAG est une branche privée de lutte contre le crime de Knight Industries, une organisation fondée par Wilton Knight, un philanthrope milliardaire. Michael n'était pas le premier choix de Wilton Knight pour le programme pilote, mais Wilton a changé d'avis et a rouvert la fondation en raison de l'arrivée de Michael. Dans le cadre du pilote, Wilton Knight (Richard Basehart) se meurt d'une maladie non divulguée. Wilton a ramassé Michael évanoui devant sa voiture, sur une route déserte. Michael a à peine survécu, grâce à sa plaque métallique.
Recevant un nouveau visage via la chirurgie reconstructive faciale, Long est ressuscité en tant que Michael Knight (maintenant joué par David Hasselhoff). Avec une automobile de haute technologie appelée Knight Industries Two Thousand (K.I.T.T), Michael Knight accepte de poursuivre la croisade de Wilton Knight pour aider les impuissants. Le nouveau directeur du FLAG, l'ami de longue date et confident de Wilton Knight, Devon Miles (Edward Mulhare), lui confiait généralement des objectifs de mission. Michael a été sélectionné pour son niveau élevé de formation à l'autodéfense, ses services de renseignement, son expérience en matière d'application de la loi et sa capacité et sa préférence à travailler seul sans assistance ni soutien.
Michael Knight était un type spécial de héros, un chevalier moderne qui évitait la violence autant que possible et s'abstenait généralement d'utiliser des armes à feu (bien que dans plusieurs épisodes, il soit vu avec un revolver 38 et une fois avec un MAC-10 lors de l'arrestation de certaines troupes corrompues de l'armée américaine). Bien que la plupart des cas de Knight aient été basés dans le sud de la Californie, où FLAG avait son siège social, l'opération n'y a pas été confinée. Il pouvait voyager dans n'importe quelle partie du pays où des problèmes se posaient; parfois même traverser les frontières du Mexique. FLAG avait également des installations à Las Vegas et à Chicago. L'organisation possédait également un camion semi-remorque qui servait de bureau mobile et offrait également un soutien technique pour KITT.
Dans les premiers écrits de la série, la plaque métallique susmentionnée sur le front de Michael Long aurait également été utilisée par Knight pour capter divers ondes radio et signaux. Cela a été joué dans plusieurs romans liés à Knight Rider publiés, mais a été très rarement utilisé dans la série elle-même. L'un des seuls exemples douteux de son utilisation est dans l'épisode 9 de la première saison Le Prototype, quand Michael dit soudainement à KITT de passer sur la fréquence de la police, bien qu'il soit discutable qu'il aurait pu remarquer une agitation locale, ou agit sur une intuition. Dans l'épisode 9 de la deuxième saison Le Bon programme, le CPU de KITT est séparé de la voiture et déposé dans une poubelle dans un garage; Michael le trouve après avoir dit à Devon qu'il ressent l'essence de KITT.
En plus de jouer Michael Knight, Hasselhoff a également joué un double rôle dans les épisodes de la saison 2 Goliath 1re partie et Goliath 2e partie, dépeignant non seulement Michael Knight mais aussi le fils biologique de Wilton, Garthe Knight. Au moment de l'opération de Michael, Garthe était emprisonné en Afrique. Croyant que son fils ne serait plus jamais revu, Wilton avait le visage de Michael modelé sur celui de Garthe. Dans l'épisode pilote, Devon Miles et Wilton ont déclaré que Michael ressemblait en fait au visage de Wilton lui-même en tant que jeune homme. Les romans écrits après la diffusion de la série décrivent le visage reconstruit de Michael comme basé sur des images d'un jeune Wilton et du fils de Wilton. En tout état de cause, l'histoire de Garthe n'irait pas au-delà de la deuxième saison, principalement en raison de la demande de Hasselhoff de mettre fin au méchant doppelgänger, en raison du temps qu'il a fallu pour inventer et filmer les deux rôles de Michael et Garthe.
En 1984, Michael a découvert que la raison pour laquelle il avait presque été assassiné deux ans auparavant était qu'il avait été la cible d'un coup porté à Long par l'amant de Tanya Walker - et l'ennemi de longue date de Wilton Knight - Cameron Zachary (interprété par John Vernon), ce qui est la raison pour laquelle Michael a été abattu. (Dans l'épisode des deux parties Le Roi des robots 1re partie et Le Roi des robots 2e partie, il est révélé qu'avant Michael Long / Knight, FLAG avait un futur pilote "Knight" qui a été assassiné; cependant, cela n'a été mentionné dans aucun autre épisode.)
Michael est toujours un homme de femmes, aime souvent les femmes, et cela comprenait son ancienne fiancée Stephanie "Stevie" March Mason (dépeinte par la femme de Hasselhoff à l'époque, Catherine Hickland), qui finalement il épouse (vu dans l'épisode "Parfum de Roses ") le même jour, elle est tuée. Les aliments préférés de Michael sont souvent le steak, les œufs, les pommes de terre frites graisseuses et les hamburgers.
Il a pris sa retraite du FLAG en 1991. TKR prendrait ses fonctions.

#### Nom de code: TKR
Dans l'épisode final de Nom de code : TKR, un homme mystérieux apparaît dans l'épisode en tant qu'agent mystérieux de FLAG connu dans la plupart de l'épisode sous le nom de "Shadow". Kyle dit à Trek qu'il soupçonne que Shadow est l'agent le plus célèbre de FLAG; il ne dit pas le nom, mais implique Michael Knight. Il explique que cet agent n'a jamais eu de mission infructueuse, mais personne ne sait ce qui lui est arrivé. À la fin de l'épisode, Team Knight Rider trouve une tombe. La pierre tombale se lit comme suit: "Michael Knight R.I.P. Un homme qui a fait la différence". Un homme apparaît et leur dit "Je suis Michael Knight. Ou du moins je l'étais."

#### K 2000: La Nouvelle Arme
Dans un film de 1991 Knight Rider 2000, Devon rend visite à Michael et le convainc de rejoindre le projet de FLAG, le Knight 4000, en tant que pilote d'essai. Mais Michael est furieux de découvrir que KITT a été démonté. Michael est prêt à s'éloigner, mais décide plus tard de reconstruire l'unité d'IA de KITT. À la fin du film, Michael revient à la retraite.

#### Le Retour du K 2000
Dans le téléfilm du Retour de K 2000 de 2008, Michael Knight se présente aux funérailles de la mère de son fils. Il se présente à son fils séparé, Michael Traceur, qui lui demande s'il reverra Michael. Michael répond: "J'espère que oui."
Michael Knight a de nouveau été mentionné par son fils dans le premier épisode de la nouvelle série. Traceur a déclaré que le vrai nom de son père était Michael Long, et ses collègues se sont moqués de lui. Plus tard, Traceur décide d'adopter le nom de famille "Knight" pour tenter de commencer une nouvelle vie, tout comme son père.

#### Autres
Michael Knight apparaît comme un personnage jouable dans Lego Dimensions, exprimé par Nick Offerman.